# Casper De Norre
Casper De Norre (Hasselt, 7 febbraio 1997) è un calciatore belga, centrocampista del Millwall.

## Caratteristiche tecniche
È un centrocampista centrale.

## Carriera

### Club
Cresciuto nelle giovanili del Sint-Truiden, ha esordito il 9 aprile 2016 in un match pareggiato 1-1 contro il Charleroi.

### Nazionale
Ha giocato nelle nazionali giovanili belghe Under-17 ed Under-21.

## Statistiche

### Presenze e reti nei club
Statistiche aggiornate al 30 gennaio 2017.
| Stagione        | Squadra         | Campionato      | Campionato | Campionato | Coppe nazionali | Coppe nazionali | Coppe nazionali | Coppe continentali | Coppe continentali | Coppe continentali | Altre coppe | Altre coppe | Altre coppe | Totale | Totale | Totale |
| Stagione        | Squadra         | Comp            | Pres       | Reti       | Comp            | Pres            | Reti            | Comp               | Pres               | Reti               | Comp        | Pres        | Reti        | Pres   | Reti   |        |
| --------------- | --------------- | --------------- | ---------- | ---------- | --------------- | --------------- | --------------- | ------------------ | ------------------ | ------------------ | ----------- | ----------- | ----------- | ------ | ------ | ------ |
| 2015-2016       | Sint-Truiden    | D1              | 2          | 0          | CB              | 0               | 0               |                    | -                  | -                  |             | -           | -           | 2      | 0      |        |
| 2016-2017       | Geel            | FAD3            | 30         | 11         | CB              | 3               | 0               |                    | -                  | -                  |             | -           | -           | 33     | 11     |        |
| 2017-2018       | Sint-Truiden    | D1              | 23         | 0          | CB              | 1               | 0               |                    | -                  | -                  |             | -           | -           | 24     | 0      |        |
| Totale carriera | Totale carriera | Totale carriera | 55         | 11         |                 | 4               | 0               |                    | -                  | -                  |             | -           | -           | 59     | 11     |        |